# Степовик (Компаніївський район)
Степовик — колишній населений пункт Компаніївського району Кіровоградської області.

## Стислі відомості
Село підпорядковувалося Гарманівській сільській раді.
В часі штучного винищення населення 1932—1933 років голодною смертю померло не менше 4 мешканців села.
Приєднане до села Гарманівка; дата зникнення невідома.